# Erocha leucotelus
Erocha leucotelus är en fjärilsart som beskrevs av Walker 1865. Erocha leucotelus ingår i släktet Erocha och familjen nattflyn. Inga underarter finns listade i Catalogue of Life.